# Шиптур Микола Степанович
Микола Степанович Шиптур (нар. 26 травня 1978, Івано-Франківськ) — український політв'язень, активний учасник Революції гідності. У 2014 році став першим політвʼязнем Кремля .

## Життєпис
Микола Шиптур народився та мешкає у Івано-Франківську, одружений, має сина Сергія (нар.2005). Активної участі у громадсько-політичному житті загалом не брав, безпартійний. До подій Майдану родина Шиптурів кілька років поспіль жила та працювала в Іспанії, потім повернулася в України .
Під час Революції гідності Микола Шиптура, на хвилі відчуття солідарності, у січні 2014 року поїхав до Києва, займався охороною Київської міської державної адміністрації . Потім поїхав до Криму підтримати акцію до 200-річчя Шевченка. У березні 2014 року Миколу Шиптуру захопили представники так званої «самооборони Криму». Застосовуючи тортури, Миколу змусили свідчити проти себе .
За твердженням експерта Кримської правозахисної групи Володимира Чекригіна, справа була повністю сфальшована: було проігноровано те, що Шиптур отримав тілесні ушкодження під час так званого «затримання» незаконною парамілітарною організацією; проігноровані заяви про тортури . Тому Шиптура можна вважати політичним в'язнем .
28 квітня 2015 року, суддя окупаційного Гагаринського районного суду міста Севастополя Володимир Олександрович Сибул (нар. 1951, Омськ — пом. 2016, Севастополь) виніс рішення про засудження громадянина України Миколи Шиптура до 10 років колонії суворого режиму за вчинення злочинів, передбачених ч. 1 ст. 222 (незаконне перевезення зброї), а також ч. 3 ст. 30 і пп. «б» та «е» ч. 2 ст. 105 КК РФ (замах на вбивство особи у зв'язку зі здійсненням цією особою службової діяльності або виконанням громадського обов'язку, здійснене суспільно небезпечним способом) . Фактично його обвинуватили у замаху на представника «Самооборони Криму» в березні 2014 року .
16 червня 2015 року окупаційний Севастопольський міський суд, під головуванням Землюкова Данила Сергійович, при розгляді апеляції зняв обвинувачення в незаконному перевезенні зброї, а також з процесуальних причин зменшив покарання за звинуваченнями у замаху на вбивство — до 9 років . Але суть справи залишив незмінною.
Весь строк ув'язнення Микола Шиптур перебував в колонії № 1 міста Сімферополя. Кожен його день минав в бараку в товаристві ще близько 100 засуджених, в жахливих санітарних умовах та з відповідним харчуванням.
7 березня 2023 року Микола був звільнений через закінчення строку позбавлення свободи , проте ще понад два місяці перебував у Центрі тимчасового утримання іноземних громадян у Ростовській області .
У травні 2023 р. Микола Шиптур повернувся в Україну: 18 травня 2023 року чоловік залишив рф через кордон з Грузією, добрався до Тбілісі, далі з пересадками в Єревані та Кишиневі чоловік повернувся на Батьківщину .